# Victor Victor Worldwide
Victor Victor Worldwide Inc. (иногда стилизовано как Victor Victor Records или просто Victor) — американский лейбл звукозаписи и музыкальное издательство, основанное 3 ноября 2016 года в Нью-Йорке, США предпринимателем Стивенем Виктором, который является CEO данной компании. Victor Victor Worldwide — звукозаписывающий лейбл по совместительству с Universal Music Group, дающий ему право подписывать контракты с артистами как в своём лейбле, так и в других лейблах франшизы Universal Music Group. Victor Victor также входит в совместное предприятие Universal Music Publishing Group, фактически сделав лейбл и издательскую компанию дочерними предприятиями UMG в целом.
Среди известных исполнителей, подписавших контракт с Victor Victor, — покойный американский рэпер Pop Smoke и рэпер Ski Mask the Slump God, оба из которых одновременно подписаны на Republic Records. Victor Victor также подписал продюсеров 16yrold, CashMoneyAP и YoungKio (с Cash Gang) на издательскую деятельность (одновременно с UMPG). Среди бывших известных артистов, подписанных на лейбл, — американский рэпер D Savage, который изначально был подписан с Victor Victor и Republic, а затем совместно с Capitol Records и Virgin Music, после чего покинул лейбл.
Victor Victor также руководит менеджерской фирмой William Victor Management Group, которая управляет артистами Pusha T, The-Dream, CashMoneyAP и 16yrold, среди прочих. Большинство артистов, подписанных на лейбл, управляются самой фирмой.
В июне 2020 года лейбл открыл благотворительную организацию под названием «Victor Victor Foundation», в который Виктор пообещал пожертвовать 1 миллион долларов. Сам Виктор также пожертвовал 25 000 долларов «Фонду общественных школ», некоммерческой организации в Нью-Йорке.
На логотипе лейбла, разработанном японским модельером и владельцем лейбла Ниго, изображена Тоса-ину, редкая японская порода собак, которая в основном используется для японских собачьих боёв.

## Состав лейбла
Нынешний
| Музыкант               | Год подписания контракта | Релизы            | Заметки |
| ---------------------- | ------------------------ | ----------------- | --- |
| Ski Mask the Slump God | 2017                     | 4                 | Совместно с Republic Records                                                                                               |
| Pop Smoke              | 2019                     | 4 (2 — посмертно) | Совместно с Republic Records; умер от огнестрельного ранения в 2020 году; посмертные релизы были выпущены на обоих лейблах |
| Weiland                | 2020                     | 2                 | Совместно с Universal Music Enterprises                                                                                    |
| Nigo                   | 2021                     | 1                 | Совместно с Republic Records                                                                                               |
| Reyanna Maria          | 2021                     | 4 (синглы)        | Совместно с Republic Records                                                                                               |
| Отэм (Autumn!)         | 2021                     | 2                 | Совместно с Casablanca Records; раннее — совместно с Republic Records                                                      |
| Pusha T                | 2022                     | 0                 | Совместно с Def Jam Recordings                                                                                             |
| Yoza                   | 2022                     | 2 (синглы)        | Совместно с Def Jam Recordings                                                                                             |
| Highway                | 2022                     | 1                 | Совместно с Geffen Records                                                                                                 |

Бывший
| Музыкант                     | Годы контракта | Релизы                                                                          | Заметки                                                               |
| ---------------------------- | -------------- | ------------------------------------------------------------------------------- | --------------------------------------------------------------------- |
| Don Zio P                    | 2017-2018      | 5 (синглы)                                                                      | Совместно с Republic Records                                          |
| D. Savage                    | 2017-2019      | 2                                                                               | Совместно с Capitol и Virgin, в прошлом совместно с Republic Records  |
| 12 Honcho (Honcho Da Savage) | 2017-2018      | 1 (альбом под псевдонимом Honcho Da Savage) 1 (сингл под псевдонимом 12 Honcho) | Совместно с Def Jam, в прошлом совместно с Republic                   |
| Senta The Artist             | 2020           | 1                                                                               | Совместно с Universal Music Enterprises                               |
| Summrs                       | 2021           | 0                                                                               | Совместно с Capitol Records                                           |
| Young Devyn                  | 2021-2022      | 1                                                                               | Совместно с 4th & B’way и Island; подписался на Def Jam и 4th & B’way |